# 中知床岬

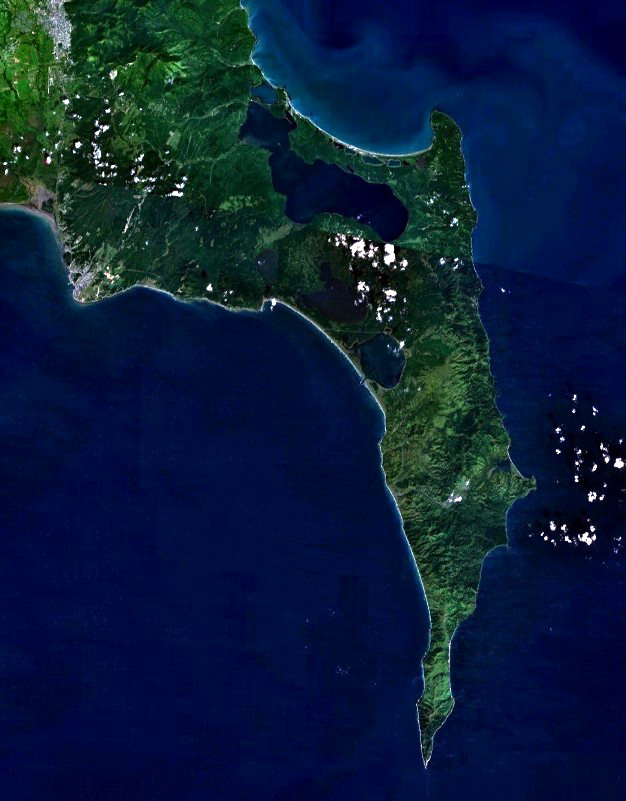
中知床岬の衛星画像

中知床岬（なかしれとこみさき、Мыс Анива）は、樺太南部に位置する岬。ロシア名はアニワ岬。宗谷海峡（国際名称：ラペルーズ海峡）に突き出し、西側は亜庭湾、東側はオホーツク海に面している。1643年にマルチン・ゲルリッツエン・フリースが到達した。

## 概説

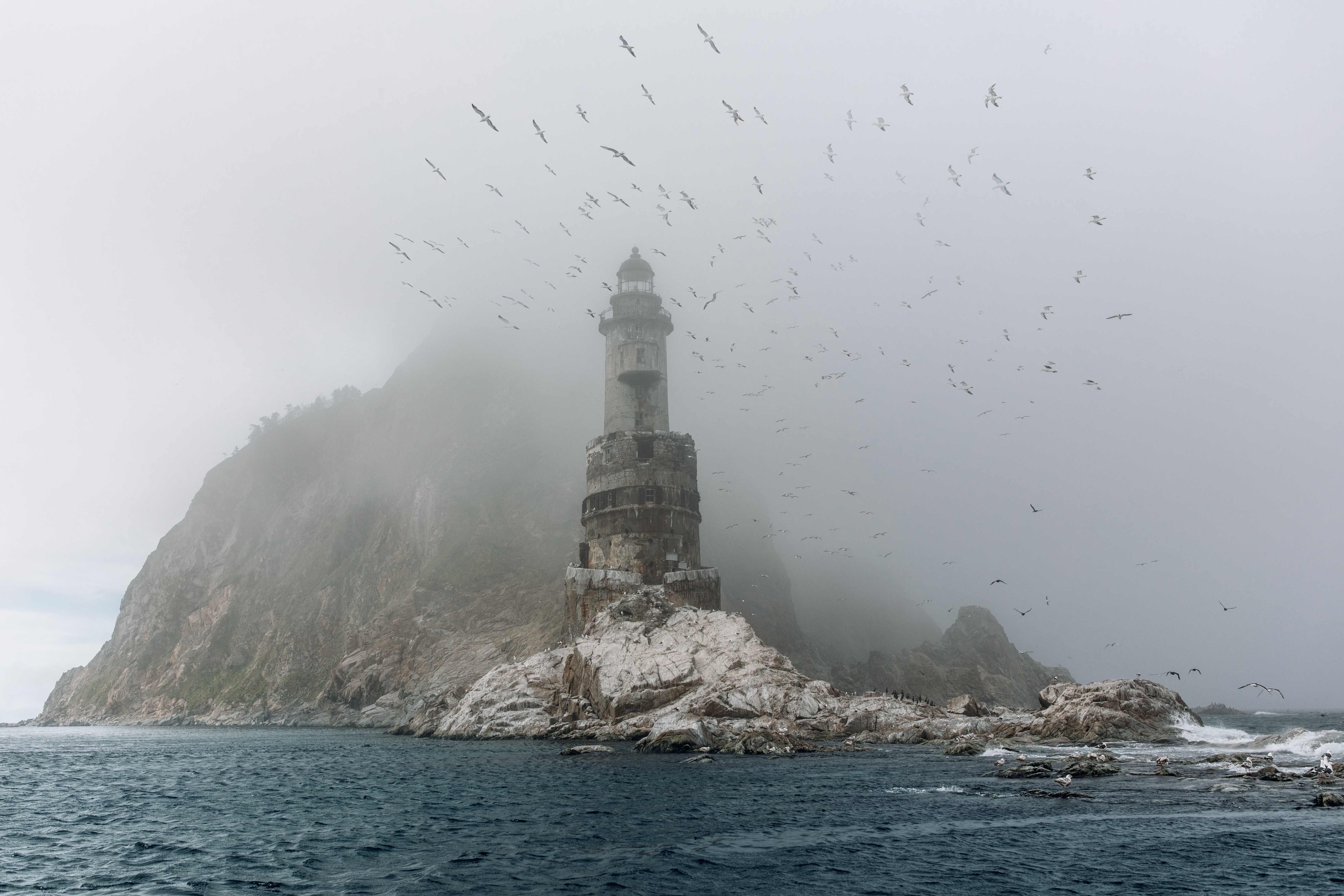
中知床岬と日本が戦前に建設した中知床岬灯台

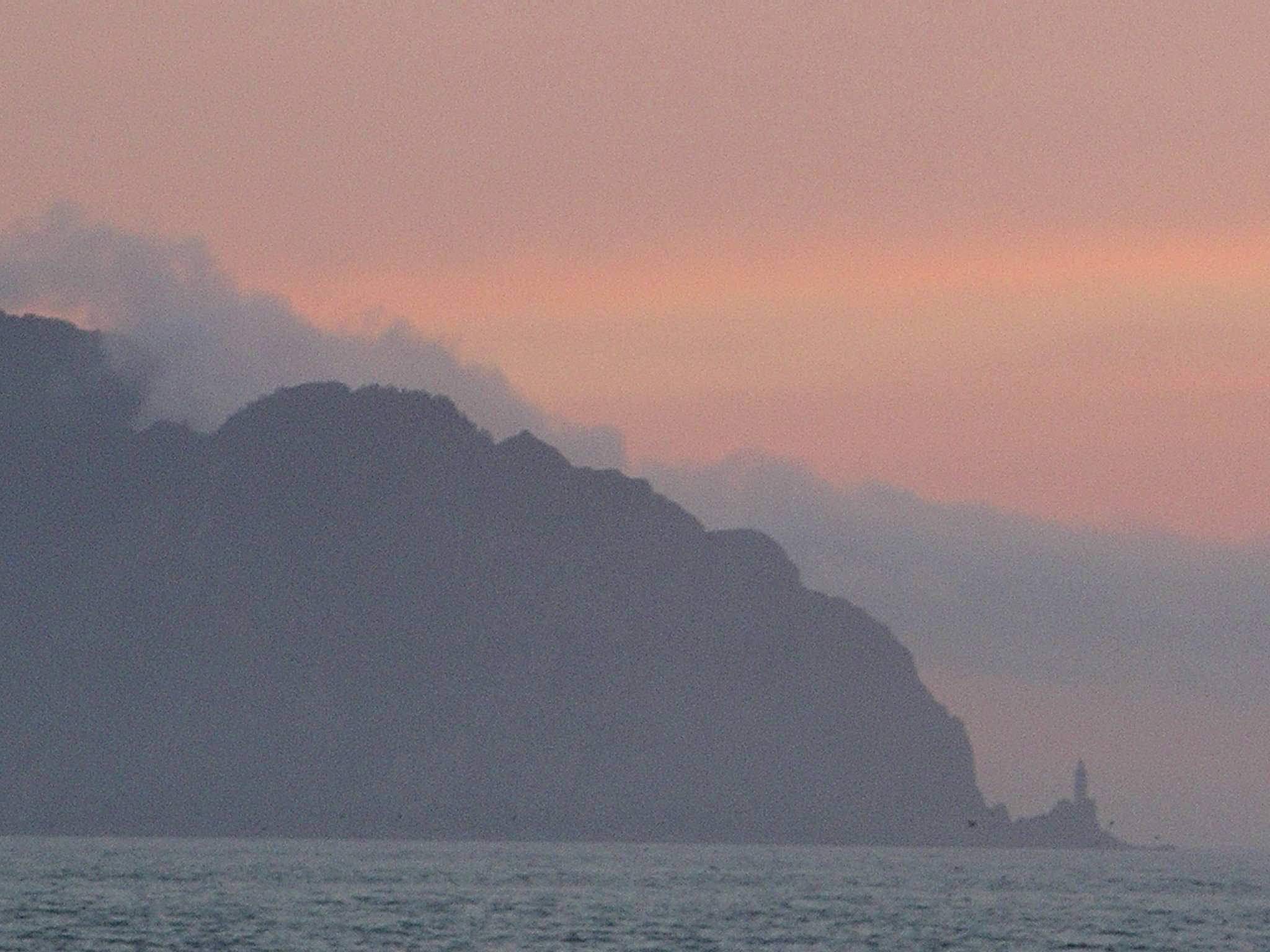
宗谷海峡に崩れ落ちる中知床岬の突端。中知床岬灯台が見える。

樺太の日本統治時代、中知床岬は樺太大泊郡知床村に属していた。

## 周辺
- 樺太庁道大泊中知床岬線
- 樺太庁道栄浜中知床岬線